# سی و سه ایزد

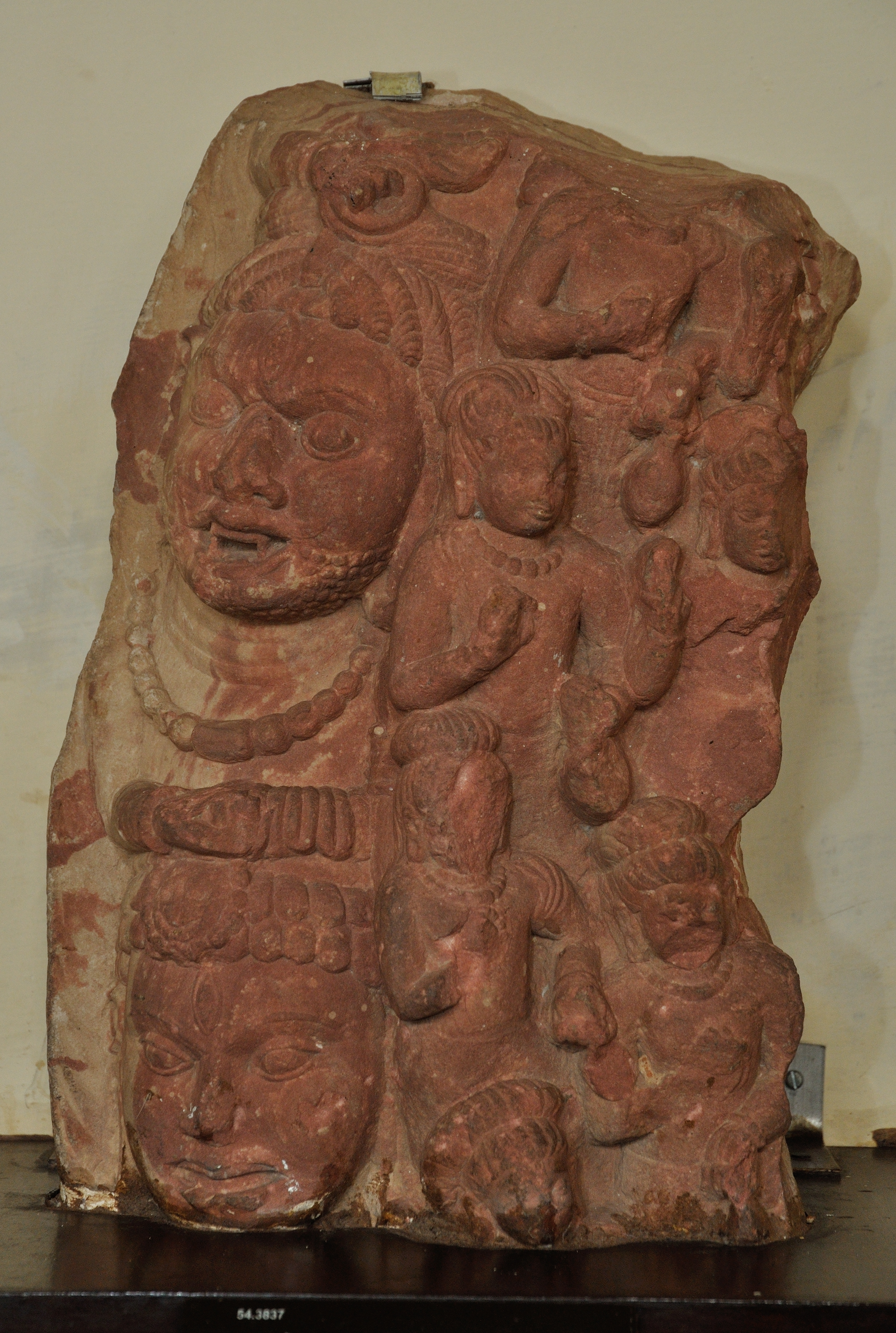
بخشی از ویوماماندالا که رودراس را نشان می‌دهد - حدود قرن پنجم میلادی، Katra Keshav Dev. در حال حاضر در موزه Mathura.

سی و سه خدا (त्रिदश) یا تریداشا پانتئونی از ایزدان هندوئیسم، دین ودائی است که برخی از این ایزدان بعدها توسعه یافتند. تریداشا به‌طور کلی شامل مجموعه ای از ۳۱ ایزد متشکل از ۱۲ آدیتیاس، ۱۱ رودراس و ۸ واسوس است، در حالی که هویت دو خدای دیگر که ۳۳ را پر می‌کنند متفاوت است.
سی و سه ایزد عبارتند:
- هشت واسوس (خدایان عناصر مادی) – دیوس "آسمان", پریتیوی "زمین", ایزد وایو "باد", آگنی "آتش", ناکشاترا "ستاره ها", وارونا "آب"، سوریا (ایزد) "خورشید", سوما (ایزد ودایی) "ماه"
- دوازده آدیتیاس (خدایان شخصیت شده) – ویشنو، آریامن (ودایی), ایندرا (Śakra), تواشتر، وارونا، بهاگا، ساویتر، سوریا (ایزد), امشا، میترا (ودایی), پوشان (ایزد), داکشا. این لیست گاهی در جزئیات متفاوت است.
- یازده رودراس, شامل:
  - پنج انتزاع – Ānanda "سعادت", Vijñāna "دانش", Manas "تفکر", Prāṇa "تولد" یا "زندگی", Vāc "سخن",
  - پنج نام‌های شیوا – ایشانا "فیض آشکار", Tatpuruṣa "پنهان کردن لطف", Aghora "انحلال/جوان سازی بهایراوا", Vāmadeva "جنبه حفظ", Sadyojāta "یکباره متولد شدن"
  - آتمن "خود"

منابع دیگر شامل این دو است اشوین‌ها (یا ناستیه), خدایان دوقلو خورشیدی.